# Капурсо
Капурсо (італ. Capurso) — муніципалітет в Італії, у регіоні Апулія,  метрополійне місто Барі.
Капурсо розташоване на відстані близько 390 км на схід від Рима, 10 км на південний схід від Барі.
Населення — 15 735 осіб (2014).
Покровитель — святий Йосип з Назарета.

## Демографія
Населення за роками:

Станом на 1 січня 2023 року в муніципалітеті офіційно проживало 188 іноземців з 31 країни, серед них 46 громадян країн Євросоюзу та 1 громадянин України.

## Сусідні муніципалітети
- Барі
- Казамассіма
- Челламаре
- Нойкаттаро
- Триджано
- Валенцано